# Cratere Pupin
Pupin è un cratere lunare di 2,17 km situato nella parte nord-occidentale della faccia visibile della Luna.